# Медико-екологічний ризик території
Ме́дико-екологі́чний ри́зик терито́рії — рівень невизначеності, пов'язаний із зміною здоров'я у конкретних просторово-часових координатах внаслідок інтегрального впливу довкілля. Медико-екологічний ризик можна розглядати як шанс втратити або покращити здоров'я, перебуваючи у конкретній точці простору. Низький ризик пов'язують із низьким очікуваним рівнем захворюваності, смертності, інвалідності тощо, а високий ризик — із високим очікуваним рівнем цих показників.

## Дослідження
Вивченням медико-екологічних ризиків території займається медична географія.
Оцінка медико-екологічних ризиків території дозволяє встановити місце конкретного фактору в ранговій шкалі чинників, визначити ступінь його впливу на населення.
Вагомий внесок у даному напрямку зробили такі дослідники: Авцин О. П., Байдерин В. В., Барановский В. А., Белякова Т. М., Будико М. І., Ведерников В. А., Виниченко В. Н., Вершинський Б. В., Волкова Л.А. [Архівовано 10 жовтня 2013 у Wayback Machine.], Воронов О. Г., Ігнатьєв Є. І., Гуцуляк В. М., Дайман С. Ю., Дианова Т. М., Даценко І. І., Жаворонков А. А., Ермолаев О. П., Келлер А. А., Ковальський В. В., Коновалова Т. И., Кушнірук Ю.С. [Архівовано 18 травня 2011 у Wayback Machine.], Макаров О. А., Малышев Ю. С., Молчанова Я. П., Мартусенко І. В., Ненахова Е. В., Облапенко Г. П., Пащенко В. М., Полюшкин Ю. В., Попов А. Г., Прохоров Б. Б., Райх Е. Л., Рогова Е. В., Романів О. Я., Ротанова И. Н., Рященко С. В., Торсуев Н. П., Трофимова И.Е, Трофимов А. М., Хлебович И. А., Черп О. М., Хотулёва М. В., Шевченко В. О., Шевчук Л.Т., Шошин О. О., Янковська Л. В., Congel F.J., Eckerman K.F., Moghissi A.A., Narland R.E. та інші.